# Каатинга арипуанська
Каати́нга арипуанська (Herpsilochmus stotzi) — вид горобцеподібних птахів родини сорокушових (Thamnophilidae). Ендемік Бразилії. Птах споріденений з бразильською каатингою.

## Опис
Довжина птаха становить 11,5 см, вага 10,8 г. Тім'я у самця чорне, поцятковане білими плямками, на лобі жовтувато-коричневі плямки, над очима білі "брови", через очі проходить чорні смужки. Верхня частина тіла сіра, спина має оливковий відтінок. Горло кремово-біле. нижня частина тіла біла, боки сіруваті. Хвіст східчастий, крайні пера білі, центральні мають лише білий кінчик. Покривні пера крил чорні з білими кінчиками. Нижня частина тіла у самиць блідіша, тім'я рудувате. Очі карі, дзьоб зверху чорний, знизу сірий, лапи сірі.

## Поширення й екологія
Арипуанські каатинги поширені в бразильській Амазонії, на правому березі річки Мадейра, між річками Аріпуана і Жипарана в штатах Амазонас, Мату-Гросу і Рондонія. Вони живуть в амазонській сельві.